# 갈릴레이 군
물리학과 수학에서 갈릴레이 군(Galilei群, 영어: Galilean group)은 뉴턴 역학에서 성립하는 시공간의 대칭군이다. 시간 병진 변환과 공간의 병진 변환 · 회전 변환 밖에, 주어진 상대 속도에 대한 기준틀의 변환을 포함한다. 특수 상대성이론에서 갈릴레이 군은 푸앵카레 군으로 대체된다.

## 정의
{\displaystyle n}차원 공간과 1차원 시간을 갖는 공간 {\displaystyle \mathbb {R} \times \mathbb {R} ^{n}} 위의 갈릴레이 변환(Galilei變換, 영어: Galilean transformation)은 다음과 같은 꼴의 함수이다.
{\displaystyle (t,\mathbf {x} )\mapsto (t+s,t\mathbf {v} +R\mathbf {x} +\mathbf {y} ),\;(s\in \mathbb {R} ,\mathbf {v} \in \mathbb {R} ^{n},R\in \operatorname {SO} (n;\mathbb {R} ))}
이들은 함수의 합성 아래 {\displaystyle (n+1)(n+2)/2}차원 리 군을 이루며, 이를 갈릴레이 군(Galilei群, 영어: Galilean group) {\displaystyle \operatorname {Gal} (n+1)}이라고 한다. 갈릴레이 군은 다음과 같은 리 군 반직접곱으로 나타낼 수 있다.
{\displaystyle \operatorname {Gal} (n+1)=\mathbb {R} ^{n+1}\rtimes \operatorname {ISO} (n;\mathbb {R} )}
여기서 {\displaystyle \operatorname {ISO} (n;\mathbb {R} )=\mathbb {R} ^{n}\rtimes \operatorname {SO} (n)}은 유클리드 군이다. {\displaystyle \operatorname {ISO} (n;\mathbb {R} )}는 다음과 같은 꼴의 행렬군으로 나타낼 수 있다.
{\displaystyle \operatorname {ISO} (n;\mathbb {R} )=\left\{{\begin{pmatrix}1&\mathbf {v} \\\mathbf {0} &R\end{pmatrix}}\colon \mathbf {v} \in \mathbb {R} ^{n},\;R\in \operatorname {SO} (n;\mathbb {R} )\right\}}
그렇다면,  반직접곱에서 {\displaystyle \operatorname {ISO} (n;\mathbb {R} )}의 {\displaystyle \mathbb {R} ^{n+1}} 위의 작용은 다음과 같다.
{\displaystyle \operatorname {ISO} (n;\mathbb {R} )\to \operatorname {Aut} (\mathbb {R} ^{n+1})=\operatorname {GL} (\mathbb {R} ^{n+1})}
{\displaystyle {\begin{pmatrix}1&\mathbf {0} \\\mathbf {v} &R\end{pmatrix}}\colon (t,\mathbf {x} )\mapsto {\begin{pmatrix}1&\mathbf {0} \\\mathbf {v} &R\end{pmatrix}}{\begin{pmatrix}t\\\mathbf {x} \end{pmatrix}}={\begin{pmatrix}t\\R\mathbf {x} +\mathbf {v} t\end{pmatrix}}}
갈릴레이 군 전체를 다음과 같이 행렬군으로 나타낼 수 있다.
{\displaystyle \operatorname {Gal} (n+1)=\left\{{\begin{pmatrix}1&0&\mathbf {0} \\s&1&\mathbf {0} \\\mathbf {y} &\mathbf {v} &R\end{pmatrix}}\colon R\in \operatorname {SO} (n),\;\mathbf {v} ,\mathbf {y} \in \mathbb {R} ^{n},\;s\in \mathbb {R} \right\}}
이 표현에서, 갈릴레이 군의 시공간 위의 작용은 다음과 같다.
{\displaystyle {\begin{pmatrix}1&0&\mathbf {0} \\s&1&\mathbf {0} \\\mathbf {y} &\mathbf {v} &R\end{pmatrix}}\colon {\begin{pmatrix}1\\t\\\mathbf {x} \end{pmatrix}}\mapsto {\begin{pmatrix}1&0&\mathbf {0} \\s&1&\mathbf {0} \\\mathbf {y} &\mathbf {v} &R\end{pmatrix}}{\begin{pmatrix}1\\t\\\mathbf {x} \end{pmatrix}}={\begin{pmatrix}1\\t+s\\R\mathbf {x} +\mathbf {v} t+\mathbf {y} \end{pmatrix}}}

### 갈릴레이 대수
갈릴레이 군 {\displaystyle \operatorname {Gal} (n+1)}의 리 대수를 갈릴레이 대수(Galilei代數, 영어: Galilean algebra) {\displaystyle {\mathfrak {gal}}(n+1)}이라고 한다. 이는 구체적으로 다음과 같다. 우선, 다음과 같은 기저를 정의하자.
| 생성원         | 기호                                                                                    | 단위            |
| -------------- | --------------------------------------------------------------------------------------- | --------------- |
| 시간 변화      | {\displaystyle H}                                                                       | [시간]−1        |
| 공간 병진 이동 | {\displaystyle P_{i}} ({\displaystyle i=1,\dots ,n})                                    | [길이]−1        |
| 공간 회전      | {\displaystyle J_{ij}} ({\displaystyle i,j=1,\dots ,n}, {\displaystyle J_{ij}=-J_{ji}}) | 1               |
| 갈릴레이 변환  | {\displaystyle C_{i}} ({\displaystyle i=1,\dots ,n})                                    | [시간] [길이]−1 |

그렇다면 이들의 리 괄호는 다음과 같다. (물리학 관례를 따라, 모든 생성원에는 {\displaystyle i}가 곱해져 있다.)
{\displaystyle [H,P_{i}]=[P_{i},P_{j}]=[J_{ij},H]=[C_{i},C_{j}]=[C_{i},P_{j}]=0}
{\displaystyle [J_{ij},J_{kl}]=i[\delta _{ik}J_{jl}-\delta _{il}J_{jk}-\delta _{jk}J_{il}+\delta _{jl}J_{ik}]}
{\displaystyle [J_{ij},P_{k}]=i[\delta _{ik}P_{j}-\delta _{jk}P_{i}]}
{\displaystyle [J_{ij},C_{k}]=i[\delta _{ik}C_{j}-\delta _{jk}C_{i}]}
{\displaystyle [C_{i},H]=iP_{i}}

## 성질
갈릴레이 대수는 푸앵카레 대수와 달리 자명하지 않은 2차 리 대수 코호몰로지를 가진다.:191, §Ⅳ.7
{\displaystyle \dim \operatorname {H} ^{2}({\mathfrak {gal}}(3+1))=1}
이에 따라, 갈릴레이 대수는 자명하지 않은 중심 확대를 가지며, 중심 전하 {\displaystyle M}을 추가하면, 갈릴레이 대수는 다음과 같다.
{\displaystyle [H,P_{i}]=[P_{i},P_{j}]=[J_{ij},H]=[C_{i},C_{j}]=0}
{\displaystyle [J_{ij},J_{kl}]=i[\delta _{ik}J_{jl}-\delta _{il}J_{jk}-\delta _{jk}J_{il}+\delta _{jl}J_{ik}]}
{\displaystyle [J_{ij},P_{k}]=i[\delta _{ik}P_{j}-\delta _{jk}P_{i}]}
{\displaystyle [J_{ij},C_{k}]=i[\delta _{ik}C_{j}-\delta _{jk}C_{i}]}
{\displaystyle [C_{i},H]=iP_{i}}
{\displaystyle [C_{i},P_{j}]=iM\delta _{ij}}
따라서, 갈릴레이 변환을 따르는 고전적 계를 양자화한다면, 양자계는 일반적으로 갈릴레이 변환의 중심 확대를 따르게 된다.

## 표현론
3+1차원 갈릴레이 대수 {\displaystyle {\mathfrak {gal}}(3+1)}의 (중심 확대의) 유한 차원 유니터리 표현은 다음과 같이 분류된다.
우선, 중심 확대된 3+1차원 갈릴레이 대수의 보편 포락 대수의 중심은 다음 원소들로 생성된다.
- 중심 전하 {\displaystyle M}. 이는 질량에 해당한다.
- 질량껍질 불변량 {\displaystyle ME-P^{2}/2}. 이는 질량과 정지 에너지의 곱이다.
- {\displaystyle W_{ij}=MJ_{ij}+P_{i}C_{j}-P_{j}C_{i}}
- {\displaystyle W_{ijk}=P_{i}J_{jk}+P_{j}J_{ki}+P_{k}J_{ij}}

{\displaystyle W_{ij}} 및 {\displaystyle W_{ijk}}는 푸앵카레 군의 표현론에서의 파울리-루반스키 벡터와 유사하다.
슈어 보조정리에 따라, 기약 유니터리 표현에서 이 중심원들은 단위 행렬에 비례하며, 따라서 표현들을 중심 원소의 값에 따라 분류할 수 있다. 위 중심원들의 값이 각각
- {\displaystyle m}
- {\displaystyle mE_{0}}
- {\displaystyle w_{ij}}
- {\displaystyle w_{ijk}}

라고 하자. 유니터리 표현을 가정하였으므로, {\displaystyle m}은 실수이다. 물리학적으로 {\displaystyle E_{0}\geq 0}이어야만 한다.

### 유질량 표현
{\displaystyle m\neq 0}인 경우를 생각하자. {\displaystyle (E,\mathbf {P} )} 공간 위에 질량껍질 제약 {\displaystyle mE=mE_{0}+P^{2}/2}을 가한 초곡면을 질량껍질이라고 하며, 갈릴레이 변환 {\displaystyle C_{i}}는 질량껍질 위에 추이적으로 작용한다.
유도 표현 (위그너 분류) 방법을 사용하면, {\displaystyle C_{i}}의 작용의 안정자군을 고려하게 된다. 이 안정자군은 {\displaystyle J_{ij}}에 의해 생성되는 스핀 군 {\displaystyle \operatorname {Spin} (n)}이다 ({\displaystyle n\geq 3}). {\displaystyle n=3}인 경우, 3차원 스핀 군 {\displaystyle \operatorname {Spin} (3)=\operatorname {SU} (2)}의 유한 차원 유니터리 표현은 스핀 {\displaystyle s\in \{0,1/2,1,3/2,\dots \}}에 의하여 완전히 분류된다. 즉, {\displaystyle m\neq 0}인 경우 갈릴레이 대수의 유니터리 표현은 {\displaystyle \operatorname {Spin} (n)}의 유니터리 표현 {\displaystyle s} 및 질량 {\displaystyle m}, 정지 에너지 {\displaystyle E_{0}}에 의하여 분류된다.

### 무질량 표현
{\displaystyle m=0}인 경우, 유니터리 표현이므로 {\displaystyle mE-\mathbf {p} ^{2}/2=-\mathbf {p} ^{2}/2\leq 0}이다. 유도 표현 방법에 따르면, {\displaystyle (E,\mathbf {P} )} 공간에서의 안정자군을 고려해야 한다.
- {\displaystyle \mathbf {p} ^{2}=0}인 경우: 이 경우 안정자군은 {\displaystyle J_{ij}}와 {\displaystyle C_{i}}에 의하여 생성되는 유클리드 군 {\displaystyle \operatorname {ISO} (n)\cong \mathbb {R} ^{n}\rtimes \operatorname {SO} (n)}이다. 따라서 이 경우 표현은 유클리드 군의 유니터리 표현의 분류로 귀결된다. 물리학적으로, 이 표현을 따르는 상태는 진공밖에 없으며, 이는 유클리드 군의 자명한 표현에 해당한다.
- {\displaystyle \mathbf {p} ^{2}>0}인 경우: 이 경우 안정자군은 {\displaystyle \operatorname {ISO} (n-1)}이며, 이는 {\displaystyle \mathbf {p} }에 대하여 수직인 방향의 {\displaystyle C_{i}} 및 {\displaystyle P_{i}}에 의하여 생성된다. 따라서 이 경우 표현은 유클리드 군 {\displaystyle \operatorname {ISO} (n-1)}의 유니터리 표현의 분류로 귀결된다. 물리학적으로, 이 표현을 따르는 상태는 운동량의 (유한한 거리에 대한) 순간적인 이동을 나타내며, 즉 원격 작용(영어: action at a distance)을 전달하는 입자이다. 이러한 표현은 푸앵카레 군의 타키온 표현과 유사하다.

## 예

### 1차원 갈릴레이 군
0+1차원 갈릴레이 대수 {\displaystyle {\mathfrak {gal}}(1)}은 1차원 아벨 리 대수이다. 0+1차원 갈릴레이 군 {\displaystyle \operatorname {Gal} (1)}은 1차원 아벨 리 군 {\displaystyle \mathbb {R} }이다.

### 2차원 갈릴레이 군
1+1차원 갈릴레이 대수 {\displaystyle {\mathfrak {gal}}(1+1)}은 3차원 실수 하이젠베르크 대수 {\displaystyle {\mathfrak {h}}(3;\mathbb {R} )}와 동형이다. 하이젠베르크 대수의 통상적 기저
{\displaystyle {\mathfrak {h}}(3;\mathbb {R} )=\operatorname {Span} \{x,p,\hbar \}}
{\displaystyle [x,p]=i\hbar }
{\displaystyle [x,\hbar ]=[p,\hbar ]=0}
가 주어졌을 때, 동형은 구체적으로 다음과 같다.
{\displaystyle C\mapsto x}
{\displaystyle H\mapsto p}
{\displaystyle P\mapsto \hbar }
이는 3차원 실수 리 대수 가운데 아벨 리 대수가 아닌 유일한 멱영 리 대수이며, 3차원 리 대수의 비안키 분류에서 II형 대수이다.
마찬가지로, 1+1차원 갈릴레이 군은 3차원 실수 하이젠베르크 군과 동형이다. 3차원 하이젠베르크 군은 3×3 상삼각 행렬로 구성되는데, 위의 행렬 표현에서 갈릴레이 변환은 하삼각 행렬로 구성된다. (상삼각 행렬과 하삼각 행렬 사이는 기저의 순서를 뒤바꾸어 변환할 수 있다.)

## 응용
갈릴레이 변환은 뉴턴 역학에서 사용되는 시공간의 대칭군이다. 다만, 자기력과 같이 속도에 의존하는 힘이 존재하는 계의 경우 갈릴레이 변환을 따르지 않을 수 있다. 예를 들어, 맥스웰 방정식은 갈릴레이 변환을 따르지 않는다.
실제 세계의 시공간은 실험에 따라 갈릴레이 변환을 따르지 않고, 대신 푸앵카레 변환을 따른다. 갈릴레이 군은 푸앵카레 군의 위그너-이뇌뉘 축약(영어: Wigner–İnönü contraction)이며, 이는 광속을 무한대로 취하는 것으로 생각할 수 있다. 즉, 광속보다 매우 낮은 속도에 대해서는 갈릴레이 변환이 대략적으로 성립한다.

## 역사
갈릴레이 변환의 개념은 이탈리아의 물리학자 갈릴레오 갈릴레이가 《새로운 두 과학》에서 최초로 기술하였다.:191–196 특수 상대성 이론 이전에는 역학의 기본적인 원리로 당연히 여기다가, 이를 대체하는 푸앵카레 변환이 제시되자 이와 구별하기 위해 "갈릴레이 변환"이라고 부르기 시작했다.

## 같이 보기
- 푸앵카레 군
- 유클리드 군
- 로런츠 군